# Межиріцький монастир
Межиріцький монастир УПЦ (МП) — архітектурний ансамбль монастирських будівель XVI-XVII століть у Межирічі на Волині, нині Острозького району Рівненської області.
Був занесений до Державного реєстру національного культурного надбання, охоронні номери 605/0 — 605/5.

Найвеличніша зі збережених фундацій князів Острозьких.

Монастирський двір оточений мурами з чотирма наріжними баштами. Комплекс монастиря складається з різночасових споруд:
- Троїцька церква та келії обабіч неї
- надбрамна дзвіниця
- південно-східний корпус.

## Троїцька церква

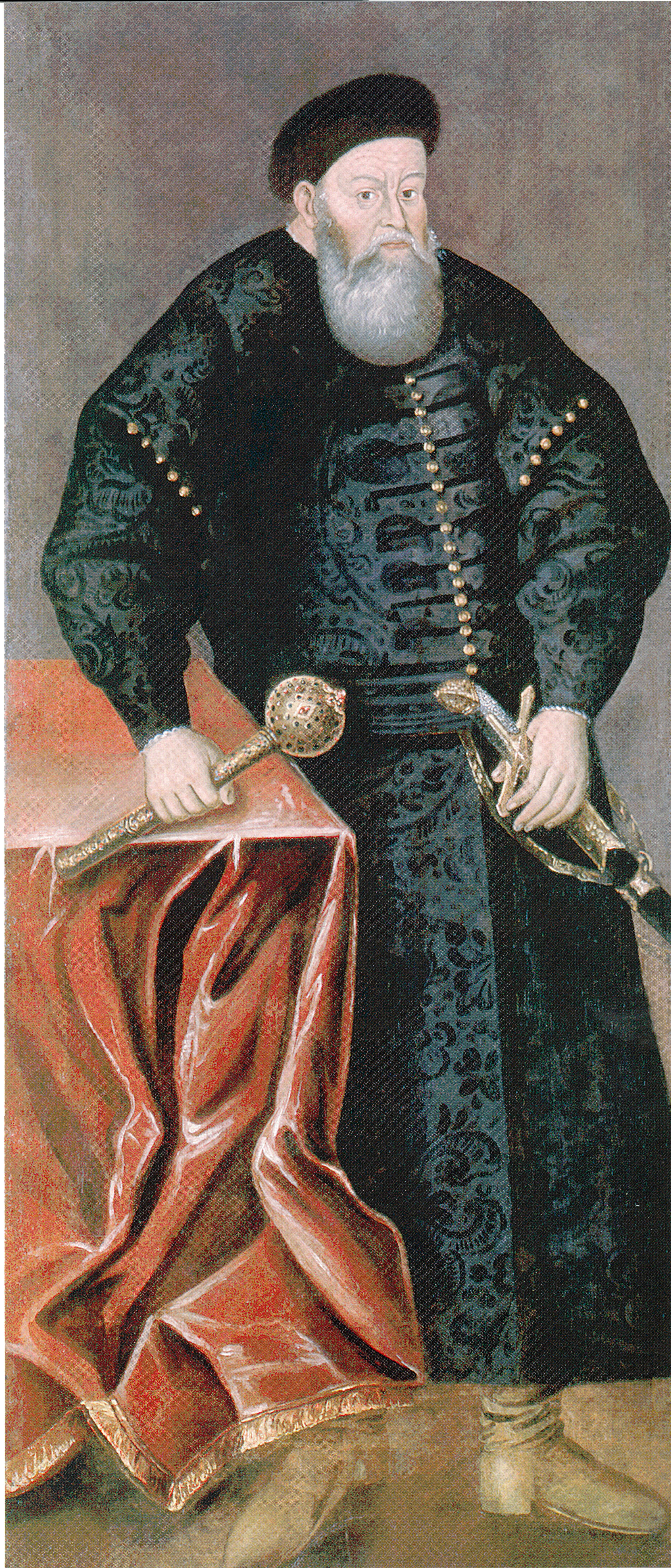
Князь Костянтин Острозький — ктитор Межиріцького монастиря. Автор невідомий

Зведення головного монастирського храму — Троїцької церкви, пов'язують з храмобудівною діяльністю князя Костянтина Острозького, зокрема з наданням ним нових фундушів Межиріцькому монастиреві 12 березня 1523 року.

Припускають, що автором проєкту храму може бути той самий будівничий, що й Богоявленської церкви на Острозькому замку.

Будівництво церкви тривало до 1530-х років.
Припускають що під кінець 16 століття при церкві діяли школа, шпиталь і друкарня, але насправді це нічим не підтверджено.

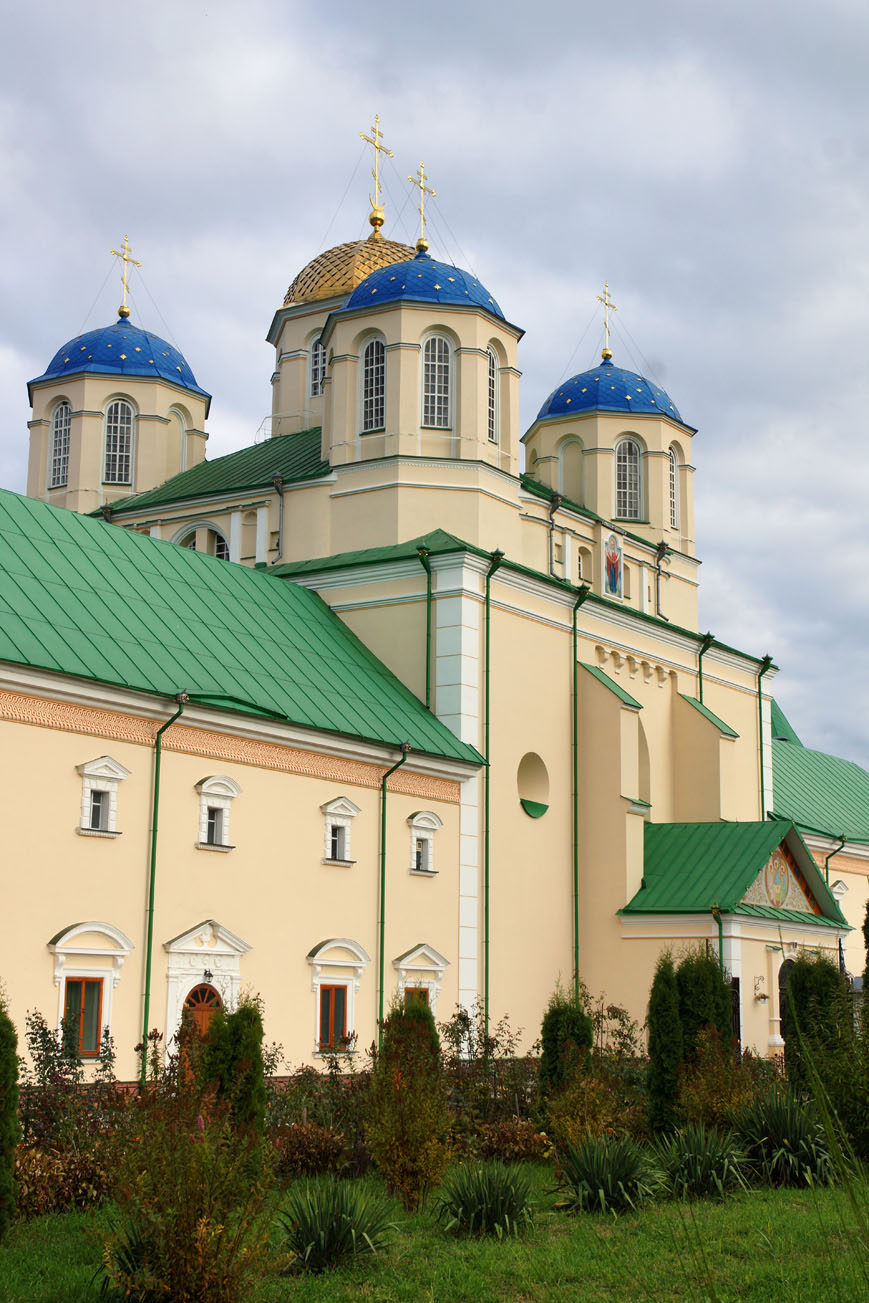
Троїцька церква. Вигляд з північного заходу

В об'ємно-просторову композицію Троїцької церкви закладено хрещато-баневий принцип, проєкція основних об'ємів майже квадратна, перекриття підтримуються чотирма стовпами. До основного об'єму додаються значно нижчі три абсиди, зовнішні контрфорси з уступами. Вікна стрілчасті. Висотне розкриття здійснено через влаштування п'яти бань на восьмигранних підбанниках.
На початку 17 століття Троїцька церква зазнала незначних перебудов у зв'язку з адаптацією її до комплексу новозакладеного монастиря оо. Францисканів. Ймовірно, замість фронтонів закомарного типу, які прикривали торці склепінь головної нави та трансепту, в міжбарабанному просторі з'явилися суцільні стіни, перекриті на чотири боки плоским дахом. Через це бані з підбанниками втратили свої стрункі пропорції.

Під час перебудови 1606–1610 років на храмі були надбудовані оборонні галереї, в зовнішніх стінах яких були ключовидні бійниці для вогнепальної зброї; у західній та вівтарній частинах храму зробили готичні нервюрні склепіння, прикрашені ренесансним орнаментальним різьбленням.
В архітектурі Троїцької церкви маємо цікавий сплав давньоруської традиції зодчества з пізньоготичними проявами західноєвропейської.
Окрім ікони Межиріцької Богородиці в церкві Святої Трійці зберігається ікона Святого Антонія і Святого Феодосія Печерського.
У криптах є останки ченців-францисканів.
Вівтарі 18 століття, що залишилися в спадок від оо. Францисканів, були частково використані для створення іконостасу церкви.
Інтер'єр церкви розписаний учнями видатного живописця кінця 19 початку 20 століття Віктора Васнєцова. В церкві збереглися також ориґінальні фрески 16 століття, котрі «православна церква московського патріархату вважає „неканонічними“ і з методичністю збиває, руйнує унікальні зображення до самого каменя. Були спроби зупинити це варварство, але оскільки православне духовенство московського патріархату використовує активну підтримку однієї з провладних політичних партій, то цим спробам чиниться активний опір з боку виконавчої влади».

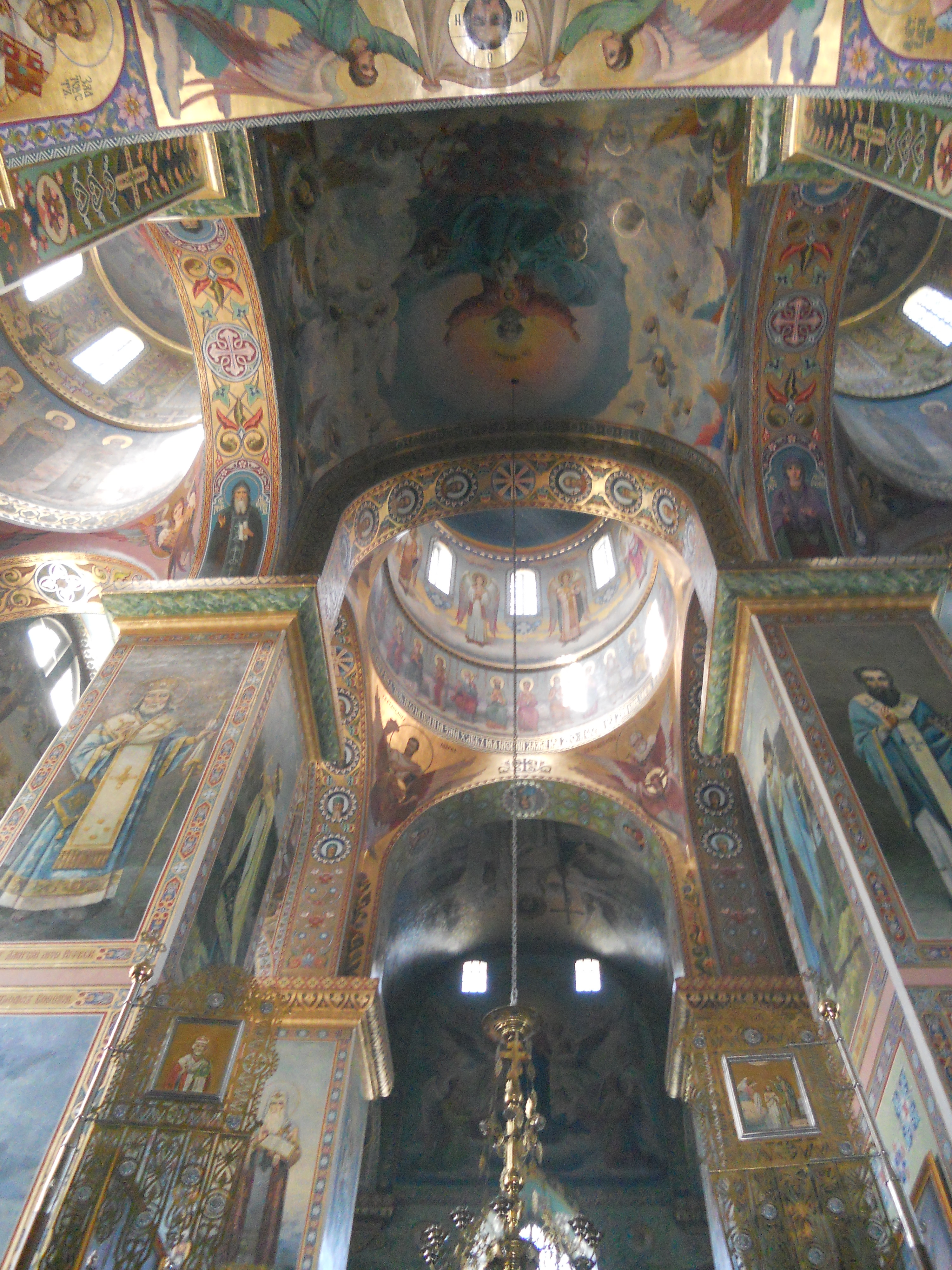
Склепіння нави
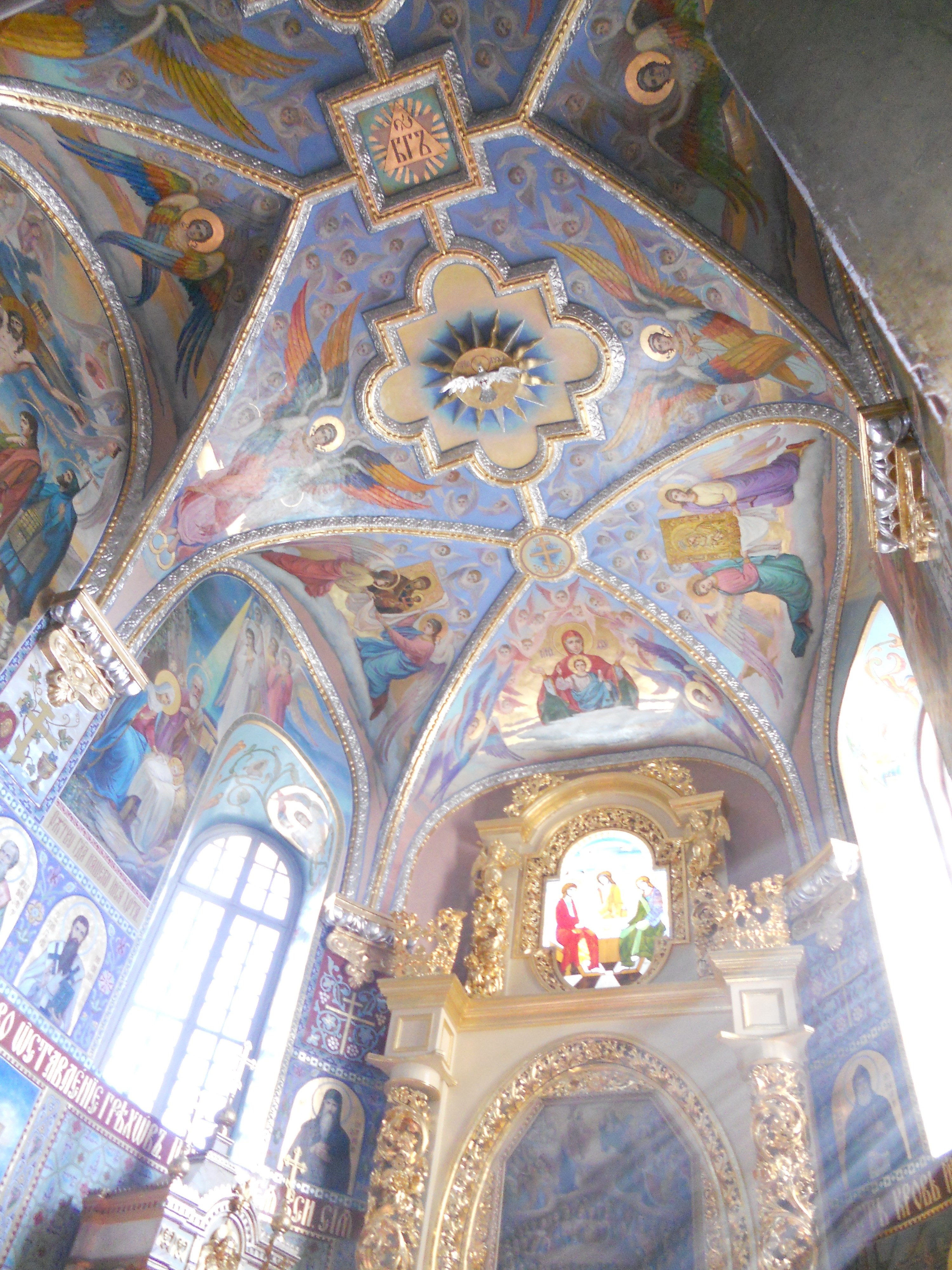
Склепіння захристя
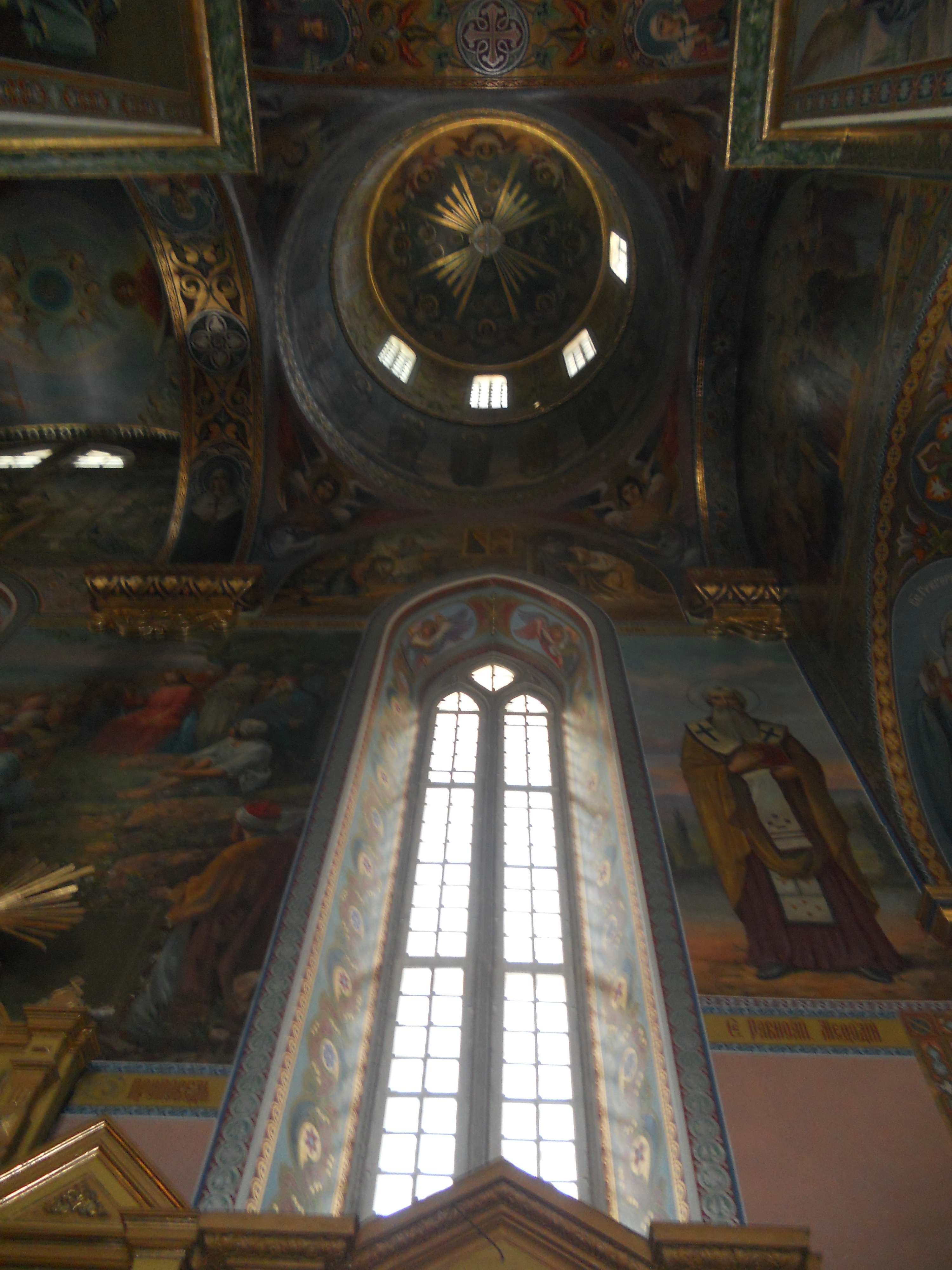
Віконний проріз
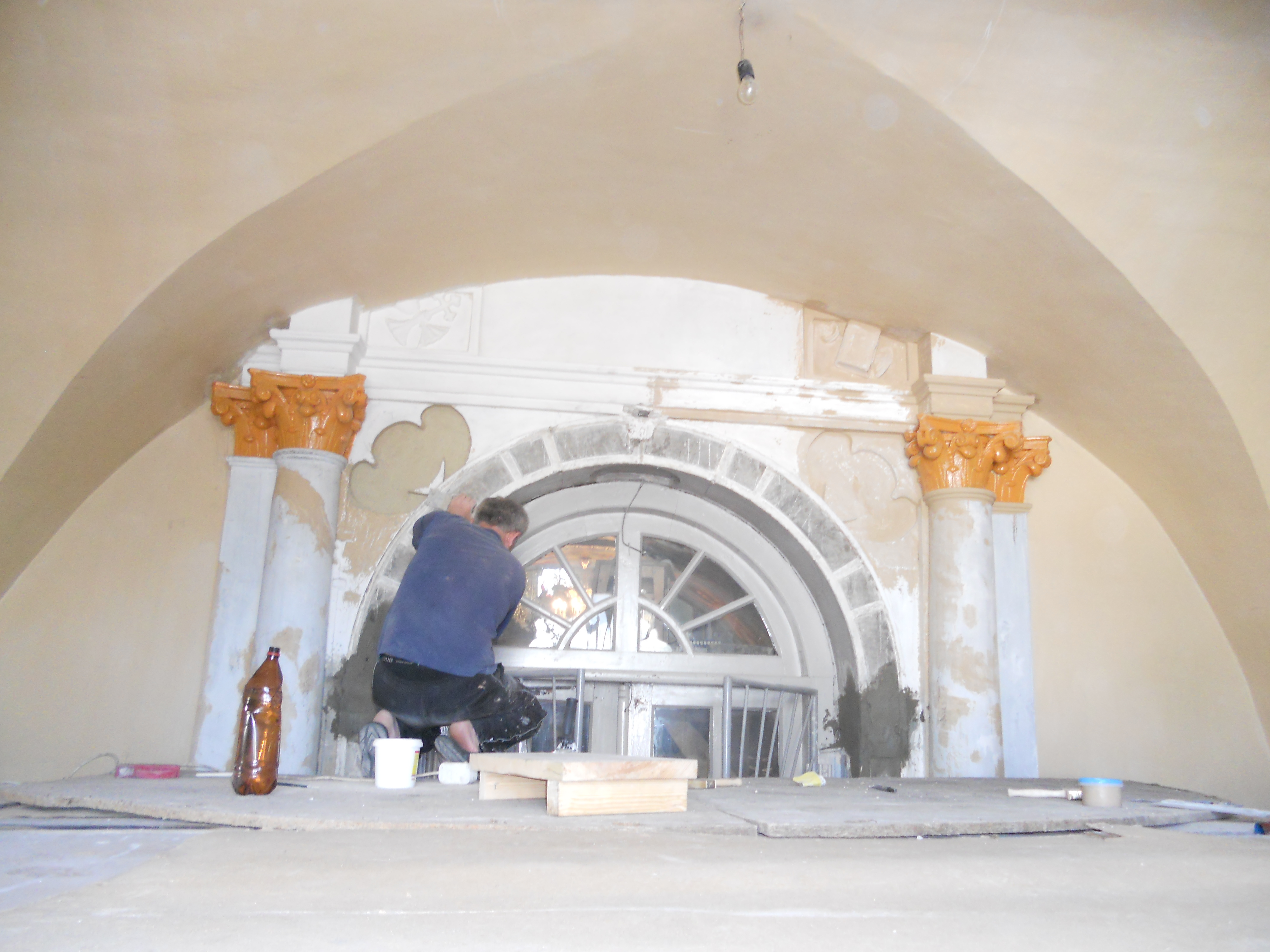
Ремонтні роботи. 2012 рік

## Монастир оо. Францисканів

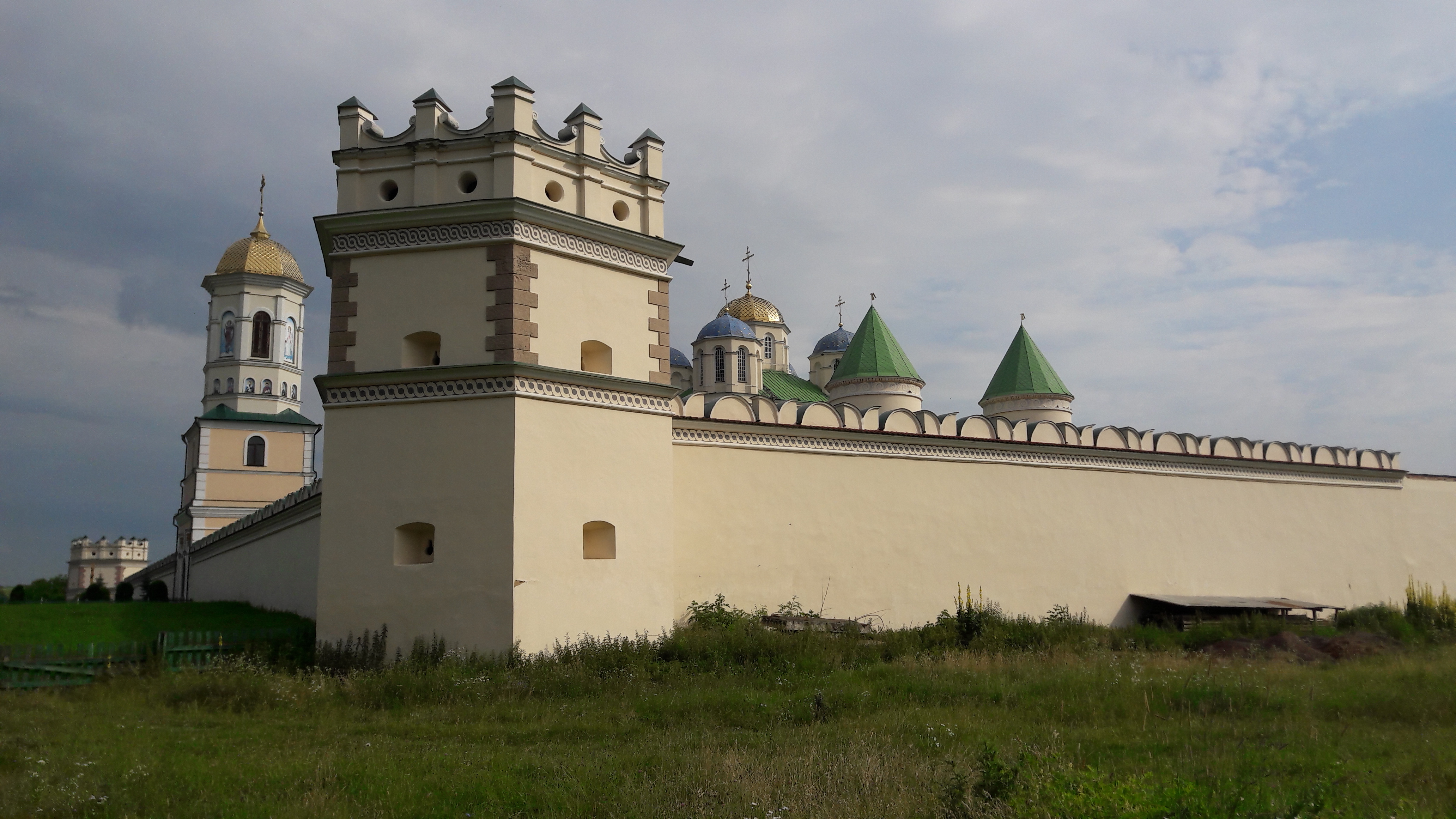
Вигляд з півдня, 2019 рік

План монастиря

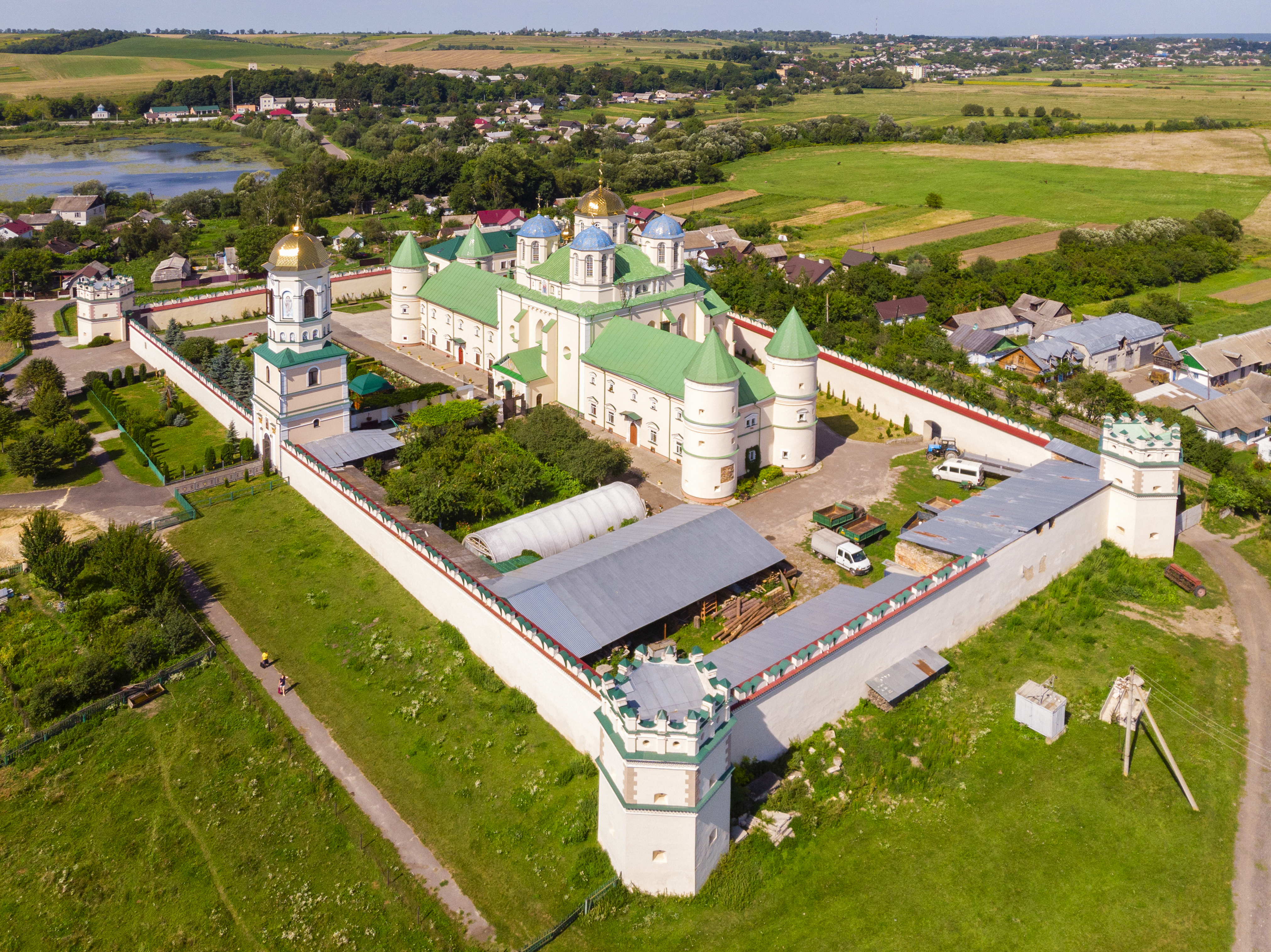
Вид на монастир з повітря

Фундацію монастиря оо. Францисканів у Межирічу здійснив князь Януш Острозький. Протягом 1606–1612 років були зведені корпуси келій, оборонні мури і башти. За їхнього автора уважають архітектора Павла Ґродзіцького.

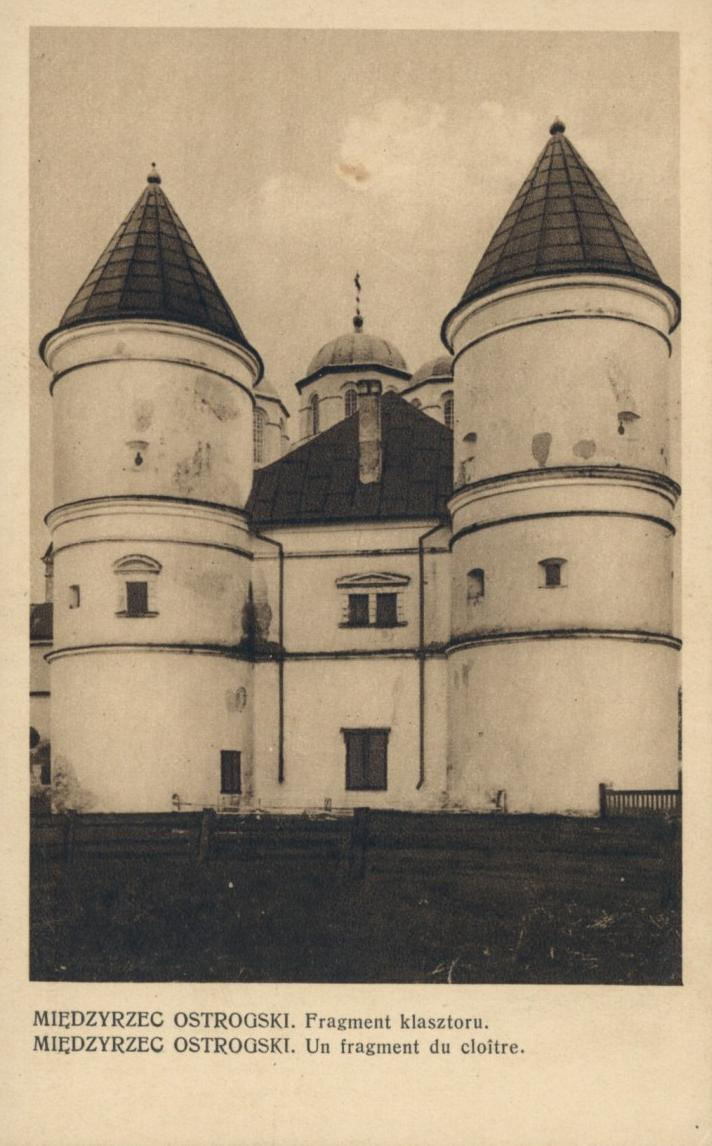
Триярусні вежі монастирського корпусу, перша половина ХХ століття

З північної і південної сторін до церкви були прибудовані двоповерхові симетричні об'єми. На першому поверсі розташовувалися допоміжні приміщення, келії — на другому. На зовнішніх рогах прибудов зведено наріжні триярусні вежі. Третій ярус перекрито склепіннями еліптичного профілю, що були накриті гострими конусоподібними дахами.
Чоловий фасад церкви і західні фасади келій, за задумом архітектора, утворювали розлогу архітектурну композицію, закцентовану головним храмовим порталом. Монастирські корпуси отримали автономні входи, також оздоблені декоративними порталами з зображеннями гербів князів Острозьких — ктиторів монастиря.
Віконні обрамлення монастирських прибудов є своєрідним культурним переданням флорентійського Ренесансу.

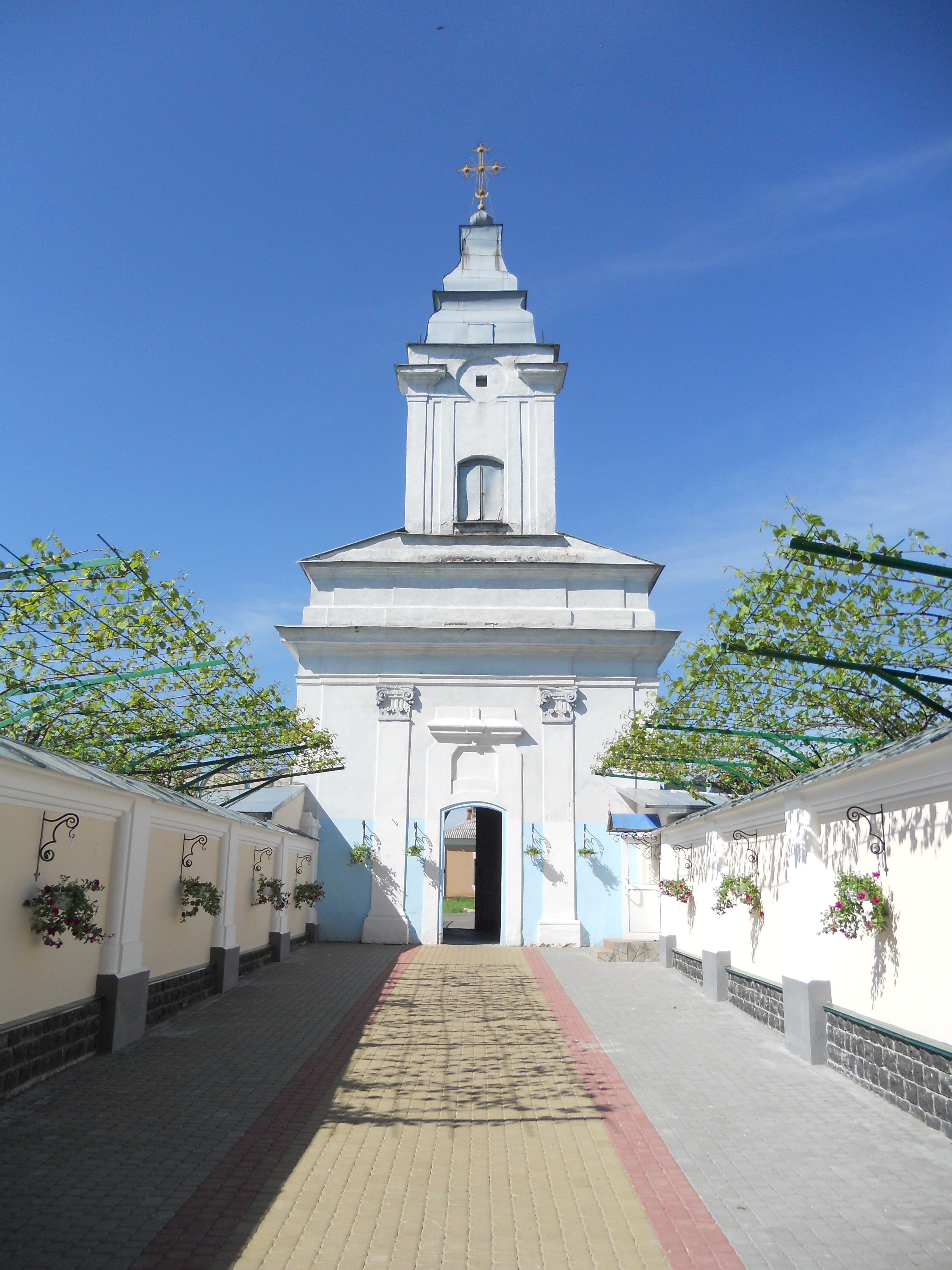
Вежа-дзвіниця до знищення

Зовнішні укріплення монастиря отримали чотири наріжних вежі, вхідну вежу-дзвіницю та суцільний мур, що має в проєкції вигляд неправильної трапеції. Вони є цілком самостійною складовою монастирського ансамблю і подібно до корони обрамлюють монастирське подвір'я.
Наріжні вежі шестигранні в проєкції, триярусні. Окрім декоративних елементів, мають стрільниці для ведення кругового обстрілу. Третій ярус оздоблено аттиком. Мерлони оборонних мурів виконані таким чином, що швидше засвідчують мистецький задум архітектора, ніж втілення суто утилітарної функції.

Згодом до монастирських стін було добудовано декілька допоміжних приміщень. В північно-східній частині двору викопано криницю, що збереглася до наших часів.
Межиріцький монастир оо. Францисканів був одним з найпотужніших католицьких чернечих осередків на Волині. Монахи володіли великою книгозбірнею й гарним господарством. В 1850 році тут перебувало в служінні двадцять ченців.

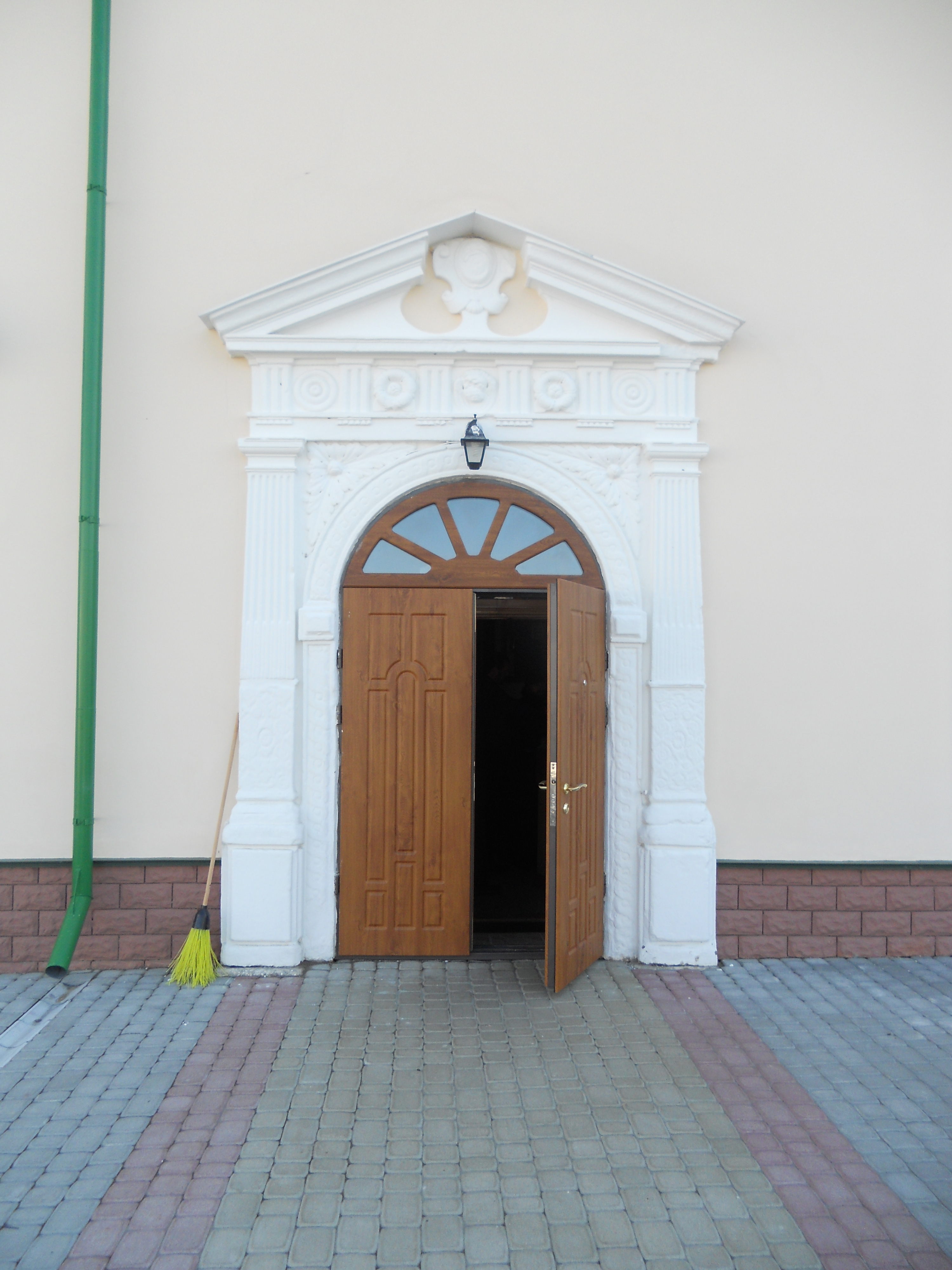
Портал північного корпусу келій з ушкодженим рельєфом герба князів Острозьких і «броньованими» дверима

1854 року будівля монастиря потерпіла від велетенської пожежі.
1856 року російська влада відібрала монастир у оо. Францисканів; храм набув статусу православної парафіяльної церкви.
Наприкінці Першої світової війни у монастирі квартирували німецькі війська; тоді були знищені або безслідно пропали багаті монастирські архіви.
Після розпаду СРСР монастирський ансамбль було передано Українській православній церкві (МП). Новозакладений Свято-Троїцький Межиріцький чоловічий монастир підпорядковано Рівненській єпархії.
У 1994 році при монастирі відкрито Духовно-пастирське училище.
Діяльність РПЦ негативно позначилася на архітектурному ансамблі Межиріцького монастиря. Бані Троїцької церкви отримали нехарактерне зірчасте покриття, головний вхід до храму оздоблено «на власний смак», портали монастирських корпусів заляпані звичайною фарбою тощо.
У липні 2013 року Острозьким міським відділом УМВС України в Рівненській області розпочато кримінальне провадження за фактом знищення вежі-дзвіниці Межиріцького монастиря.

## Каплиця і цвинтар
Весною 2012 року, під час археологічних досліджень, з західного боку монастиря було виявлено фундамент невідомої джерелам каплиці і цвинтар XVII століття. Розкопки проводилися в зв'язку із запланованим УПЦ (МП) будівництвом на тому місці готелю.

## Ікона «Богородиця Одигітрія»

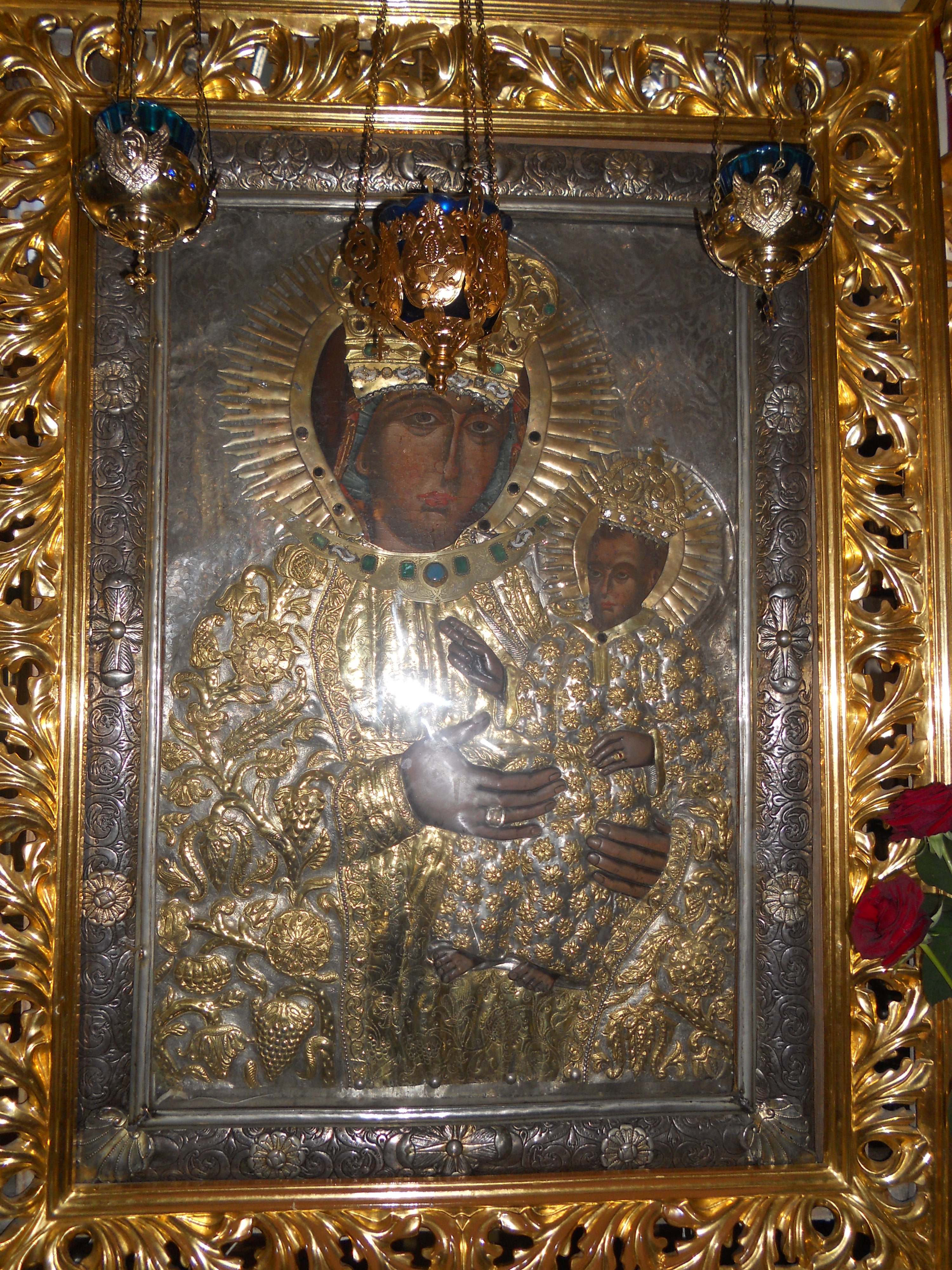
Ікона «Богородиця Одигітрія»

Ікона належить до рідкісного типу «Одигітрії».
Ікона написана темперою. Розмір 70 х 90. Виконана в яскравих кольорах, з використанням гіматію і крапу. Це дає підстави датувати ікону за стилем так званого палеологівського відродження грецького іконопису, зламом 15-16 століть.
Як пише дослідниця ікони Інна Пархоменко:
| «...всі іконографічні дані, особливості композиції, манери виконання, колористичної гами живопису та емоційного забарвлення (характерного для грецького іконопису суворості, певної важкуватості форм, брак м'якості, притаманної українському іконопису) промовляють за її неукраїнське походження або ж наслідування давнього класичного канону.»[9] |
Ймовірно, ікона була привезена з Афону як подарунок князеві Костянтину Острозькому і в подальшому передана до Межиріцького монастиря.
Рослинне орнаментування тла ікони виконано українським майстром наприкінці 15 — на початку 16 століття.
1779 р. під час великої урочистості чудотворний образ Межиріцької Богородиці короновано коронами з золота і дорогоцінного каміння, виготовленими у Римі.
1866 р. російська імператриця Марія Федорівна подарувала срібну цату (шийну прикрасу, що походить від гривни) до ікони, оздоблену дванадцятьма смарагдами.
Під час Першої світової війни образ було вивезено до Харкова, звідки він повернувся 1918 року, всі автентичні прикраси на іконі збережені[джерело?].